# Список календарей
Список календарей, реально существовавших и предлагаемых, с группировкой по культурной сфере или историческому периоду.
Античная эпоха дала греческий и затем римский календарь, в том числе юлианский календарь, введённый в 45 году до нашей эры, григорианский календарь — его модификация.
Многие народы связывали календарь с движением Земли вокруг Солнца, с солнцестояниями или равноденствиями. Тропический год с 2000 года в среднем имеет длительность, равную 365,2421897 средних солнечных суток. Сидерический период обращения Земли вокруг Солнца из-за прецессии земной оси на 20 мин и 4 с длиннее тропического года.
Так как движение Луны вокруг Земли хорошо заметно, то многие народы также использовали промежуток времени между двумя последовательными одинаковыми фазами Луны (синодический месяц), который имеет среднее значение в 29,53058812 средних солнечных суток.

## Календари
- Наименование: Основная статья, описывающая календарь.
- Тип календаря: солнечный, лунно-солнечный, лунный, сезонный (по изменениям окружающей среды). Также существуют стабильные или фиксированные календари.
- Время появления: первые упоминания о календаре.
- Где календарь применялся.
- Региональные или исторические группы календарей (контекст использования и группировка): египетские, вавилонские, индийские, китайские и месоамериканские[3](майя, ацтеков), исламские, иранские, буддистские, греческие (юлианские или григорианские).
- Начало эпохи по григорианскому календарю. Некоторые перечисленные «календари» идентичны григорианскому календарю, за исключением замены региональных названий месяцев или использования другой календарной эры. Например, тайский солнечный календарь (введенный в 1888 году) — это григорианский календарь, использующий другую эпоху (с началом в 543 г. до н. э.) и разные названия для григорианских месяцев (тайские названия, основанные на знаках зодиака). При этом нулевого года нет — первому году нашей эры предшествует первый год до нашей эры. В азиатских странах (Япония, Корея, Вьетнам) встречаются календари по девизам правления.
- Начало года: в какой месяц по григорианскому календарю начинается год.
- Количество месяцев в календаре. В скобках указывается количество дней в месяцах. "(28—31)" означает что в месяцах от 28 до 31 дня. "(30)+5" означает что в каждом месяце 30 дней и ещё пять дней в году не принадлежит ни одному месяцу
- Продолжительность невисокосного года в днях.
- Количество високосных дней/недель/месяцев и период, за который они вставляются.

|  |  |  |  |  |  |  |  |  |  |  |

| Наименование                          | тип             | группа                    | появление         | применение | начало эпохи/цикла            | начало года    | месяцев в обычн. году | дней в обычном году | синхронизация                                                         | комментарии                                                                             |
| ------------------------------------- | --------------- | ------------------------- | ----------------- | --- | ----------------------------- | -------------- | --------------------- | ------------------- | --------------------------------------------------------------------- | --------------------------------------------------------------------------------------- |
| Шумерский календарь                   | лунно-солнечный | вавилонская               | XXIV век до н. э. | Шумер |                               |                | 12                    |                     | тринадцатый месяц                                                     |                                                                                         |
| Вавилонский календарь                 | лунно-солнечный | вавилонская               | ~XIX век до н. э. | Вавилон |                               | март           | 12×(29—30)            | 354                 |                                                                       | доп. месяц по указу властей                                                             |
| Еврейский календарь                   | лунно-солнечный | вавилонская               | IV век:359        | Израиль | 3761 до н. э.                 | февраль—апрель | 12×(29—30)            | 354                 | 13 месяц каждые несколько лет, также отнимается или прибавляется день |                                                                                         |
| Ацтекский календарь                   | солнечный       | месоамериканская          | XV век до н. э.   | Ольмеки, ацтеки, сапотеки |                               |                | 18                    |                     |                                                                       |                                                                                         |
| Майя, календарь                       | солнечный       | месоамериканская          | VI век до н. э.   | майя | 3373 до н. э. / 3114 до н. э. |                | 18×(20)               | 360                 | дополнительный месяц каждые 4 года                                    |                                                                                         |
| Инков, календарь                      | лунно-солнечный | месоамериканская          | XII век           | Империя инков |                               | нет            | 12×(30)               | 360                 | по астрон. набл.                                                      | носил в первую очередь прикладной характер                                              |
| Древнеиндийский календарь             | лунно-солнечный | индийская                 |                   | |                               | апрель         | 12                    |                     | 13 месяц                                                              | Сакская эра                                                                             |
| Хараппский календарь                  |                 | индийская                 |                   | |                               | апрель         | 12                    |                     |                                                                       |                                                                                         |
| Викрам-самват                         | лунно-солнечный | индийская                 | IX век            | Индия | 57 до н. э.                   | апрель—май     | 12×(29—30)            | 354                 | доп. месяц раз в несколько лет                                        | на нём основан непальский календарь                                                     |
| Непальский календарь                  | солнечный       | индийская                 |                   | | 56 до н. э.                   |                | 12×(29—32)            |                     |                                                                       |                                                                                         |
| Бенгальский календарь                 | солнечный       | индийская                 | XVI век           | Бангладеш | 594                           | апрель         | 12                    | 365                 | один день каждый високосный год                                       |                                                                                         |
| Единый национальный календарь Индии   | солнечный       | индийская                 | XX век:1957       | | 78                            | март           | 12×(30—31)            | 365                 | один день каждый високосный год                                       |                                                                                         |
| Тамильский календарь                  | солнечный       | индийская                 |                   | Тамилнад, Пудучерри |                               | апрель         | 12×(29—32)            | 365                 |                                                                       | 60 летний цикл Samvatsara                                                               |
| Яванский календарь                    | лунно-солнечный | индийская                 | XVII век:1633     | Индонезия | 78                            |                | 12×(29—30)            | 354                 |                                                                       |                                                                                         |
| Древнеегипетский календарь            | солнечный       | египетская                | XXI век до н. э.  | Древний Египет |                               | июль           | 12×(30)+5             | 365                 |                                                                       |                                                                                         |
| Древнеармянский календарь             | солнечный       | египетская                |                   | Древняя Армения | 2492 до н. э.                 | август         | 12×(30)+5             | 365                 |                                                                       |                                                                                         |
| Армянский церковный календарь         | солнечный       | персидская                | VI век            | Армения | 552                           | июль           | 12×(30)+5             | 365                 |                                                                       | В настоящее время используется в армянской апостольской церкви                          |
| Коптский календарь                    | солнечный       | египетская                |                   | Коптская православная церковь | 284 до н. э.                  | сентябрь       | 12×(30)+5             | 365                 |                                                                       |                                                                                         |
| Эфиопский календарь                   | солнечный       | египетская                |                   | Эфиопия, Эритрейская католическая церковь                                                                                                | 8                             | сентябрь       | 12×(30)+5             | 365                 |                                                                       |                                                                                         |
| Буддийский календарь                  | лунно-солнечный | буддистская               |                   | Индокитай | 543 до н. э.                  | декабрь        | 12×(29—30)            | 354                 | метонов цикл                                                          | включает тайский лунный календарь                                                       |
| Тайский солнечный календарь           | солнечный       | буддистская               | XIX век:1888      | Таиланд | 543 до н. э.                  | январь         | 12×(28—31)            | 365                 | один день каждый високосный год                                       |                                                                                         |
| Солнечный китайский календарь         | солнечный       | китайская                 |                   | |                               | февраль        | 24×(15)               | 360                 |                                                                       | сельскохозяйственный                                                                    |
| Лунно-солнечный китайский календарь   | лунно-солнечный | китайская                 |                   | Китай | 2697 до н. э.                 | январь—февраль | 12                    |                     |                                                                       |                                                                                         |
| Японский календарь                    | лунно-солнечный | китайская                 |                   | | 660 до н. э.                  |                | 12                    |                     |                                                                       |                                                                                         |
| Вьетнамский календарь                 | лунно-солнечный | китайская                 | XIV век           | Вьетнам до 1954 |                               | январь         | 12×(29—30)            | 354                 | метонов цикл                                                          |                                                                                         |
| Миньго, календарь                     | солнечный       | греческая (григорианская) | XX век:1928       | Китайская Республика Тайвань | 1912                          | январь         | 12×(28—31)            | 365                 | один день каждый високосный год                                       |                                                                                         |
| Грузинский календарь                  | солнечный       |                           |                   | | 5604 до н. э.                 | сентябрь       | 12                    |                     |                                                                       |                                                                                         |
| Древнеперсидский календарь            | лунно-солнечный | персидская                | VI век до н. э.   | Держава Ахеменидов |                               | март           | 12×(29—30)            | 354                 | 13 месяц раз в 6 лет                                                  |                                                                                         |
| Зороастрийский календарь              | солнечный       | персидская                | V век до н. э.    | Ахемениды, Государство Сасанидов, Каппадокия                                                                                             | 1737 до н. э.                 | март           | 12×(30)+5             | 365                 | 13 месяц раз в 120 лет                                                |                                                                                         |
| Календарь Джалали                     | солнечный       | персидская                | XI век            | Сельджуки | 622                           | март           | 12×(29—32)            | 365                 | 8 високосных дней в 33 года                                           | Разработан Омаром Хайамом, месяцы соответствовали знакам зодиака                        |
| Солнечная хиджра                      | солнечный       | персидская                | XX век:1925       | Иран, Афганистан | 622                           | март           | 12×(29—31)            | 365                 | 8 високосных дней в 33 года                                           | Имеет зороастрийские названия месяцев                                                   |
| Исламский календарь                   | лунный          |                           | VII век           | Ислам | 622                           |                | 12×(29—31)            | 354                 | 11 дней на 30 лет или 3 дня на 8 лет                                  |                                                                                         |
| Ирландский календарь                  | солнечный       | кельтская                 |                   | Ирландия |                               | февраль        | 12                    |                     | юлианская                                                             |                                                                                         |
| Кельтский календарь                   | лунно-солнечный | кельтская                 | IX век до н. э.   | Доисторическая Ирландия |                               |                | 12                    |                     | 13 месяц каждые 2½ года                                               | Найден календарь из Колиньи с 62 мес. за 5 лет                                          |
| Кумранский календарь                  | солнечный       |                           |                   | |                               |                | 12×(30—31)            | 364                 | дополнительная неделя каждые 7 лет                                    | на его основе был создан календарь Армелина                                             |
| Армелина, календарь                   | солнечный       | греческая (григорианская) | XIX век           | (проект) | 1                             | январь         | 12×(30—31)+1          | 365                 | один день каждый високосный год                                       | стабильный календарь                                                                    |
| Бахаи, календарь                      | солнечный       |                           | XIX век           | Бахаи | 1844                          | март           | 19×(19)+4             | 365                 | До 2015 по григорианскому календарю                                   | Первый день нового года с 2015 года наступает в день весеннего равноденствия в Тегеране |
| Гильбурда, календарь                  | солнечный       | греческая (григорианская) | XX век:1969       | (проект) |                               | декабрь        | 12×(30—31)            | 365                 | один день каждый високосный год                                       | стабильный календарь                                                                    |
| Конта, календарь                      | солнечный       |                           | XIX век           | (проект) | 1                             | январь         | 13×(28)+1             | 365                 |                                                                       | стабильный календарь                                                                    |
| Чучхе, календарь                      | солнечный       | греческая (григорианская) | XX век:1997       | КНДР | 1912                          | январь         | 12×(28—31)            | 365                 | один день каждый високосный год                                       |                                                                                         |
| Киргизский календарь                  | солнечный       |                           |                   | |                               | март           | 12                    |                     |                                                                       |                                                                                         |
| Масонский календарь                   |                 |                           | XVIII век:1723    | Масонство | 4000 до н. э.                 | март           | 12                    | 365                 |                                                                       |                                                                                         |
| Французский республиканский календарь | солнечный       |                           | XVIII век:1793    | | 1792                          | сентябрь       | 12×(30)+5             | 365                 |                                                                       | месяцы делились на декады                                                               |
| Новоюлианский календарь               | солнечный       | греческая                 | XX век:1923       | Православные церкви: Константинопольская, Кипрская, Элладская, Польская, Румынская, Александрийская, Антиохийская, Болгарская, Албанская |                               | март           | 12×(28—31)            | 365                 | 218 суток за 900 лет                                                  |                                                                                         |
| Румийский календарь                   | солнечный       | греческая (юлианская)     | XIX век:1839      | Османская империя | 584                           |                | 12                    |                     |                                                                       |                                                                                         |
| Тибетский календарь                   | лунно-солнечный |                           | VII век           | Тибет | 127 до н. э./ 255/1027        |                | 12×(30)               | 360                 | тринадцатый месяц                                                     |                                                                                         |
| Тувинский календарь                   | лунно-солнечный |                           |                   | |                               |                | 12                    |                     |                                                                       |                                                                                         |
| Туркменский календарь                 | солнечный       | греческая (григорианская) | XXI век:2002      | Туркменистан до 2008 года |                               |                | 12                    |                     |                                                                       |                                                                                         |
| Хакасский календарь                   | лунно-солнечный |                           |                   | |                               |                | 12                    |                     |                                                                       |                                                                                         |
| Ханаанейский календарь                |                 |                           | X век до н. э.    | |                               | сентябрь       | 8                     |                     |                                                                       | Календарь из Гезера                                                                     |
| Шведский календарь                    | солнечный       | греческая                 | 1699              | Швеция 1700—1712 |                               |                | 12                    |                     |                                                                       |                                                                                         |
| Symmetry454                           | солнечный       |                           |                   | (проект) |                               |                | 12×(28—35)            | 364                 |                                                                       |                                                                                         |
| Древнегреческий календарь             | лунно-солнечный | греческая                 | VII век до н. э.  | Древняя Греция |                               |                | 12×(29—30)            | 354                 |                                                                       |                                                                                         |
| Григорианский календарь               | солнечный       | греческая (григорианская) | XVI век:1582      | | 1                             | январь         | 12×(28—31)            | 365                 | один день каждый високосный год                                       |                                                                                         |
| Византийский календарь                | солнечный       | греческая (юлианская)     | X век:988         | Византия |                               | апрель         | 12                    | 365                 | один день каждый високосный год                                       |                                                                                         |
| Дариский календарь                    | солнечный       |                           | XX век:1985       | |                               |                | 24×(27—28)            | 668                 | 6 из 10 лет на день длиннее                                           | для использования на Марсе                                                              |

### Христианские календари
- Христианство — мартовский стиль
  - Католицизм — католический церковный календарь
  - Православие — православный календарь
  - Лютеранство — лютеранский церковный календарь

### Календарные эры
- Голоценовая эра — с 10 000 года до н. э.
- Константинопольская эра — с 5508 года до н. э.
- Ab Urbe condita — с 753 года до н. э.
- Эра Селевкидов — с 312 года до н. э.
- Боспорская эра — со 149 года до н. э. по 497 год
- Испанская эра — с 38 года до н. э.
- Наша эра от Рождества Христова — с 1 года н. э.
- Сакская эра — с 78 года
- Эра Диоклетиана — с 284 года
- Хиджра — с 622 года
- Era Fascista — с 1922 года
- До настоящего времени — до 1950 года